# Eugénie Pétain
Eugénie Hardon Pétain, * 5. oktober 1877 Courquetaine, Seine-et-Marne, Francija, † 30. januar 1962 Pariz, Francija.
Eugénie je bila žena francoskega vojaškega generala in maršala Philippa Pétaina, ki je bil v letih 1940 - 1944 tudi predsednik Višijske Francije.
Pétain je bil njen drugi mož. Pred tem je bila Eugénie poročena s Françoisom de Hérainom, zdravnikom, ki je kasneje postal umetnik. Pod velikim pritiskom svoje družine je sprva zavrnila Pétainovo poroko in se namesto tega poročila z de Hérainom, vendar se je leta 1914 od njega ločila. Njen sin iz prvega zakona je bil Pierre de Hérain, ki je postal filmski režiser. 
Eugénie se je s Pétainom poročila 14. septembra 1920, čeprav se je njuno razmerje začelo že pred tem. Poročali so tudi, da je bil s Pétainom ob njegovem imenovanju za poveljnika verdunske bitke leta 1916.